# DISASTER DAY OF CRISIS
『DISASTER DAY OF CRISIS』（ディザスター デイ オブ クライシス）は、任天堂より発売されたサバイバルアクションゲームである。開発はモノリスソフトが担当。

## 概要
アメリカ合衆国を襲う津波や地震などの自然災害を切り抜け、武装集団を相手に銃撃戦を行ったり、カーチェイスを繰り広げたりなど、極限の環境下で生存をかけて進行するサバイバルアクションゲーム。Wiiリモコンの機能を利用したシステムが多数導入されている。
ゲームはステージ制となっており、要所要所でイベントムービーによるストーリー進行が挿入される。派手なアクションシーンや英語音声・日本語字幕での展開、ストーリー、脚本、キャラクターなど、ゲーム全般的にアメリカ映画を髣髴とさせる要素が多い。
CMキャッチコピーは"Wiiで映画俳優"、"主人公はあなた"。

## キャラクター
レイモンド・ブライス（通称レイ）
主人公。海兵隊員を経て国際レスキュー隊に所属、1年前の救助活動中における事故が元でレスキュー隊員を辞め、現在はブルーリッジ市の危機管理局でデスクワークの日々を送る。
スティーヴ・ヒューイット
国際レスキュー隊員でレイの相棒であり、共に救助活動を行っていた。人を救うことの重みと困難を知り尽くした優れたレスキュー隊員であったが、1年前のアギラス山の噴火に巻き込まれた際、レイを生かすために溶岩流に落ちて命を落とす。
リサ・ヒューイット
スティーヴの妹でデイヴィス教授の助手を務める。レイとは面識が無い。
デイヴィス教授
カリフォルニア工科大学教授で地震予知の第一人者。今作の地震を予見していたが、実際はより早期に発生してしまう。
STORM
壊滅したとされる元アメリカ軍特殊部隊。現在は政府から独立して活動し、核奪取を画策している。

## 現実の地震との関わり
劇中で発生するM9.0の超巨大地震は震源が太平洋岸北西地域となっているが、ゲーム内では、この地域にはカスケード沈み込み帯が存在し、周期的にM9クラスの超巨大地震が発生していることが紹介されている。
当初日本では2008年7月3日発売予定であったが、同年5月に発売の延期が発表された。延期の理由について任天堂は「より良い品質でお客様にお届けするため」とコメントしていた。その後の9月4日に改めて発売日が発表され、発売に至った。

## 主なスタッフ
- Producer - 野村匡・山上仁志
- Director/Story - 小野圭一
- Director - 田島梓・横田弦紀
- Lead Design - 小島幸
- Exective Producer - 杉浦博英、岩田聡
- Music - 池頼広